# Ariarathes VIII av Kappadokien
Ariarathes VIII av Kappadokien, död 96 f. Kr., var regerande kung av Kappadokien mellan 101 f. Kr. och 96 f. Kr.